# 1969 في العراق
فيما يلي قوائم الأحداث التي وقعت خلال عام 1969 في العراق.

## برامج ومسلسلات وأنمي
- تحت موس الحلاق

## مواليد

### يناير
- 1 يناير – خانم لطيف
- 1 يناير – رنا صدام حسين
- 1 يناير – رينا قيردار سندي كاتبة عراقية.
- 1 يناير – زينب سلبي
- 1 يناير – ضياء الأسدي سياسي عراقي.
- 1 يناير – عمار الشبلي سياسي عراقي.
- 1 يناير – نعمة الحسان قارئ القرآن من أصل عراقي.

### فبراير
- 10 فبراير – عماد هاشم لاعب كرة قدم عراقي.

### مارس
- 18 مارس – عبد الحق التركماني
- 20 مارس – حاتم العراقي

### يونيو
- 15 يونيو – بشار متي وردة

### يوليو
- 1 يوليو – أنطونيو البدران ممثل عراقي.

### نوفمبر
- 20 نوفمبر – أسامة الشيبي مخرج أفلام من الولايات المتحدة الأمريكية.
- 20 نوفمبر – حمزة هادي محسن لاعب كرة قدم عراقي.
- 29 نوفمبر – هيثم يوسف مغني عراقي.

### ديسمبر
- 11 ديسمبر – سمير كاظم لاعب كرة قدم عراقي.

## وفيات

### يناير
- 1 يناير – خليل الدباغ (مواليد 1916) ضابط وعسكري عراقي.
- 1 يناير – عبد الجبار عبد الله (مواليد 1911)
- 1 يناير – عزرا ناجي زلخا
- 1 يناير – مولود أحمد صالح (مواليد 1924) كاتب ومؤلف ولغوي.
- 1 يناير – هاشم جواد (مواليد 1911)

### مارس
- 3 مارس – علي جودت الأيوبي (مواليد 1886)

### ديسمبر
- 17 ديسمبر – مصطفى جواد (مواليد 1904) أستاذ ومؤرخ ولغوي عراقي.